# 李鲁苏
李鲁苏（？—？），唐代奚族部落联盟的首领，李大酺的弟弟。
唐玄宗开元八年（720年），李大酺和契丹可突于作战，战死。李鲁苏嗣位，归附唐朝。开元十年（722年）四月，入朝见唐玄宗，受封饶乐郡王，任右金吾卫员外大将军兼保塞军经略大使。以李大酺妻固安公主辛氏为妻。公主和嫡母不和，唐玄宗令二人离婚，以成安公主之女东光公主韦氏为李鲁苏之妻。开元十四年（726年），改封奉诚郡王，授右羽林军员外将军。开元十八年（730年），奚族被契丹可突于裹胁投降突厥，李鲁苏走投渝关（今河北省抚宁县东）。东光公主投奔平卢军（今河北省卢龙县）。